# Liste der Mitglieder der Deutschen Akademie der Naturforscher Leopoldina/1802
Die Liste der Mitglieder der Deutschen Akademie der Naturforscher Leopoldina für 1802 enthält alle Personen, die im Jahr 1802 zum Mitglied ernannt wurden. Insgesamt gab es ein gewähltes Mitglied.

## Mitglieder
| Nr.  | Name                      | Beiname | Geboren      | Aufnahme | Gestorben     | Bild | Datenbank                 |
| ---- | ------------------------- | ------- | ------------ | -------- | ------------- | ---- | ------------------------- |
| 1019 | Christian Gottlieb Pötsch |         | 16. Mai 1732 | 8. Dez.  | 12. März 1805 |      | Christian Gottlieb Pötsch |